# Oncocnemis lacticollis
Oncocnemis lacticollis là một loài bướm đêm trong họ Noctuidae.